# 1998 en Belgique
Chronologie de la Belgique
- 1994
- 1995
- 1996
- 1997
- 1998
- 1999
- 2000
- 2001
- 2002

Cette page recense des événements qui se sont produits durant l'année 1998 en Belgique.

## Chronologie
- 1er janvier : la BRTN (Belgische Radio- en Televisieomroep Nederlandstalige Uitzendingen) devient la VRT (Vlaamse Radio- en Televisieomroeporganisatie).
- 12 janvier : le Comité directeur du Parti social chrétien (PSC) exclut l'ancien président du parti Gérard Deprez. Ce dernier prônait ouvertement le ralliement au Parti réformateur libéral (PRL)[1].
- 15 février : plus de 20 000 manifestants se réunissent devant le palais de Justice de Bruxelles pour dénoncer les dysfonctionnements de la police et de la justice belges, à la suite de l'affaire Dutroux.
- 23 avril : le tueur en série Marc Dutroux s'évade du palais de Justice de Neufchâteau. Il est rattrapé quelques heures plus tard par un garde forestier. Cette évasion provoque la démission de Stefaan De Clerck, ministre de la Justice, et de Johan Vande Lanotte, ministre de l'Intérieur.
- 24 avril : Tony Van Parys et Louis Tobback deviennent respectivement ministre de la Justice et de l'Intérieur.
- 2 septembre : ouverture du procès Agusta-Dassault.
- 22 septembre : une femme nigériane sans papiers, Semira Adamu, décède lors d'une tentative d'expulsion du territoire.
- 24 septembre : à la suite du décès de Semira Adamu, le ministre de l'Intérieur Louis Tobback suspend toutes les expulsions de clandestins du territoire belge, puis démissionne. Il est remplacé par Luc Van den Bossche trois jours plus tard.
- 7 décembre : loi organisant régissant la future réforme des polices générant un service de police intégré, structuré à deux niveaux: la police belge.
- 10 décembre : la Chambre adopte un projet de loi privant de dotation publique les partis coupables de propagande raciste ou xénophobe.
- 23 décembre : arrêt de la Cour de Cassation dans le cadre du procès Agusta-Dassault. Douze personnes, parmi lesquelles Willy Claes, Guy Coëme, Serge Dassault et Guy Spitaels, sont condamnées à des peines sévères.

## Culture

### Architecture

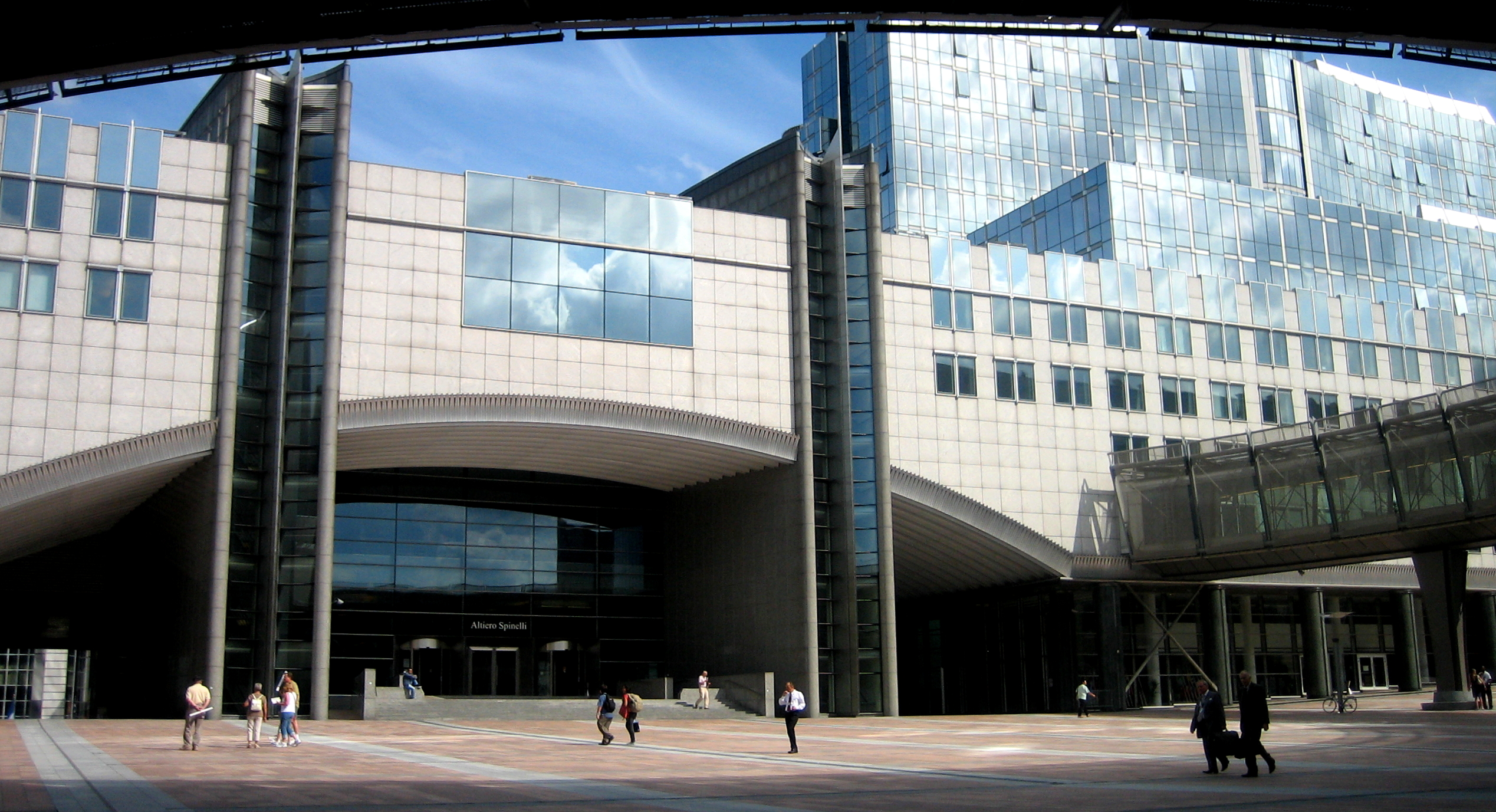
Bâtiment Altiero Spinelli (Quartier européen)

### Littérature
- Prix Rossel : François Emmanuel, La Passion Savinsen (Stock)
- Prix des lettres néerlandaises : Paul de Wispelaere.

## Sciences
- Prix Francqui : Mathias Dewatripont (économie, ULB).

## Naissances
- Mathilde Goffart, actrice
- 7 mars : Amir Ben Abdelmoumen, acteur et mannequin

## Décès
- 5 janvier : Jean Sigrid, journaliste et écrivain.
- 2 février : Haroun Tazieff, volcanologue
- 8 février : Joseph Van Beeck, joueur de football
- 10 février : Pol Mara, artiste peintre
- 17 février : Hilaire Couvreur, coureur cycliste
- 25 février : Frans Bonduel, coureur cycliste
- 8 mars : André Baudson, homme politique
- 6 avril : Rudy Dhaenens, coureur cycliste
- 7 avril : Jos De Saeger, homme politique
- 15 juin : Anton van Wilderode, écrivain de langue néerlandaise
- 1er juillet : André Willequet, sculpteur
- 2 juillet : Henri Mordant, journaliste et homme politique
- 5 août : Arthur Ceuleers, joueur de football
- 2 octobre : Olivier Gendebien, pilote automobile
- 4 novembre : Jean de Heinzelin de Braucourt, géologue
- 27 novembre : Joseph Ijsewijn, philologue classique
- 10 décembre : Ray Goossens, réalisateur.

## Statistiques
- Population totale au 1er janvier 1998 : 10 192 264 habitants[2].